# Valentina D'Agostino
Valentina D'Agostino (Palermo, 13 settembre 1982) è un'attrice italiana.

## Biografia
Diplomata in recitazione all'Accademia Teatro Biondo Stabile di Palermo, tra il 2002 e il 2006 ha recitato a teatro in varie opere di Pietro Carriglio. Si è poi trasferita a Roma, iniziando la sua carriera di attrice anche nel cinema e nella televisione. Dal 2007 ha iniziato a recitare in varie fiction, raggiungendo la popolarità grazie al ruolo nella miniserie televisiva di Canale 5 Piper. Nel 2013 partecipa alla seconda stagione della serie televisiva internazionale I Borgia, interpretando Angela Lanzol Borgia. Nel 2016 è nel cast delle serie di Rai 1 Come fai sbagli e La mafia uccide solo d'estate.

## Filmografia

### Cinema
- Il mio miglior nemico, regia di Carlo Verdone (2006)
- Il sesso aggiunto, regia di Francesco Antonio Castaldo (2011)
- Posti in piedi in paradiso, regia di Carlo Verdone (2012)
- Cambio tutto!, regia di Guido Chiesa (2020)
- Una notte da dottore, regia di Guido Chiesa (2021)

### Televisione
- Don Matteo – serie TV, episodio 5x19 (2006)
- Ma chi l'avrebbe mai detto, regia di Giuliana Gamba e Alessio Inturri – miniserie TV (2007)
- Ho sposato uno sbirro – serie TV, episodio 1×09 (2008)
- Raccontami – serie TV, 14 episodi (2008)
- Piper, regia di Francesco Vicario – miniserie TV (2009)
- Le cose che restano, regia di Gianluca Maria Tavarelli – miniserie TV, 4 puntate (2010)
- Io e mio figlio - Nuove storie per il commissario Vivaldi – serie TV, episodio 1x03 (2010)
- La donna che ritorna, regia di Gianni Lepre – miniserie TV, 4 puntate (2011)
- Un passo dal cielo – serie TV, 8 episodi (2011)
- Il restauratore – serie TV, episodio 1x02 (2012)
- Il giovane Montalbano – serie TV, episodio 1x01 (2012)
- I Borgia (Borgia) – serie TV, 18 episodi (2013)
- Come fai sbagli – serie TV, 12 episodi (2016)
- La mafia uccide solo d'estate – serie TV, 19 episodi (2016-2018)
- Liberi sognatori – serie TV, episodio 1x01 (2018)
- Il silenzio dell'acqua – serie TV, 4 episodi (2019)
- Mina Settembre – serie TV (2021-in corso)
- Petra – serie TV, episodio 2x01 (2022)